# برو بخواب کوچولوی پامرغی
برو بخواب کوچولوی پامرغی (ایتالیایی: Fate la nanna coscine di pollo) یک فیلم اروتیک درام به کارگردانی آماسی دامیانی است که در سال ۱۹۷۷ منتشر شد. از بازیگران فیلم می‌توان به ریتا کالدرونی، جانی دئی، مارینا هدمن و آندره‌آ آئورلی اشاره کرد. چند سال پس از انتشار نسخهٔ اصلی، یک نسخه هاردکور از این فیلم تحت عنوان خواسته‌های بیمارگونه یک کنتس کوچولو (ایتالیایی: I desideri morbosi di una contessina) منتشر شد.